# Phoneyusa efuliensis
Phoneyusa efuliensis är en spindelart som beskrevs av Smith 1990. Phoneyusa efuliensis ingår i släktet Phoneyusa och familjen fågelspindlar.
Artens utbredningsområde är Kamerun. Inga underarter finns listade i Catalogue of Life.